# Districte de Carpentràs
El Districte de Carpentràs és un dels tres districtes del departament francès de la Valclusa, a la regió de Provença-Alps-Costa Blava. Des del 2017 Té 77 municipis. El cap del districte és la prefectura de Carpentràs.

## Cantons abans 2017
- cantó de Baumas de Venisa
- cantó de Carpentràs Nord
- cantó de Carpentràs Sud
- cantó de Malaucena
- cantó de Mormeiron
- cantó de Pèrnas dei Fònts
- cantó de Saut
- cantó de Vaison

## municipis des del 2017
Des del 2017, té 77 municipis al nord del Valclusa.